# Félix Desvernay
Félix Desvernay, né le 19 avril 1852 à Lyon et mort le 27 novembre 1917 à Lyon, est un journaliste, historien, bibliothécaire et érudit français.

## Biographie
Félix Desvernay a été fondateur puis administrateur de Lyon-Revue de 1880 à 1887, conservateur du musée d'art de Lyon, directeur de la bibliothèque municipale de Lyon de 1891 à 1904, pressenti dès 1914 premier conservateur du musée historique de la ville de Lyon (qui n'aboutira qu'après sa mort, aujourd'hui musées Gadagne). Il entre à l'Académie des sciences, belles-lettres et arts de Lyon le 5 juin 1894.

## Œuvres
- Un coin du vieux Lyon, Lyon : Mougin-Rusand, 1894, 27 p.
- Catalogue des manuscrits de la bibliothèque de Lyon, Paris : Plon : Nourrit, 1903, 2 vol. (185 p. ; 144 p.).
- Le Vieux-Lyon à l'Exposition urbaine de 1914, Lyon : impr. Rey, 1915.

## Hommages
Un buste représentant Félix Desvernay, sculpté par Alexandre Maspoli, a été inauguré par Édouard Herriot au musée Gadagne en 1928.